# Kenana (rivière)
La rivière Kenana  (anglais : Kenana River) est un cours d’eau de la Péninsule de Northland, dans le district du Far North en région du Northland, dans l’Île du Nord de la Nouvelle-Zélande.

## Géographie
Elle est localisée dans le nord de la péninsule et s’écoule dans le mouillage de Mangonui, une crique du sud de la baie de Doubtless.